# Нижнее Колчурино
Нижнее Колчурино (чув. Анатри Çӗньял, Питтӑпай) — деревня в Алькеевском районе Татарстана. Входит в состав Верхнеколчуринского сельского поселения.

## География
Находится в южной части Татарстана на расстоянии приблизительно 15 км по прямой на юго-запад от районного центра села Базарные Матаки у речки Инча.

## История
Основана не позднее 1740-х годов выходцами из деревни Верхнее Колчурино как выселки, чуваши часто при увеличении численности поселения, отправляли молодые семьи жить на новые земельные участки, отстраивали им там дома, так основывались новые деревни путем отпочкования от материнского села. Упоминалась также как Другое Колчурино. Название Колчурино происходит от фамилии местного помещика по фамилии Колчурин, по его же фамилии было названо "Колчурин Темерлик" в исторических записках проживающих в Русском Тимерлике имеются Колчурин Иван 1726 г.р.. Сама фамилия Колчурин происходил от тюркского имени Колчура.

## Население
Постоянных жителей было: 
в 1859 — 377, 
в 1897 — 616, 
в 1908 — 845, 
в 1920 — 838, 
в 1926 — 657, 
в 1938 — 531, 
в 1949 — 423, 
в 1958 — 488, 
в 1970 — 515, 
в 1979 — 440, 
в 1989 — 343, 
в 2002 — 311 (чуваши 97 %), 
в 2010 — 319